# DNSルートゾーン
DNSルートゾーン（英: DNS root zone）はドメインネームシステム (DNS) 階層構造の最上位のDNSゾーンである。 通常は、インターネットに展開される最大のグローバルDNSシステムであるルートゾーンを指す。このゾーンは、ICANNの機能の一つであるInternet Assigned Numbers Authority (IANA) によって管理されている。
DNSの限界とIPプロトコルの限界の両方の理由、つまり、フラグメント化されていないUDPパケットのサイズの問題によって、ルートサーバのアドレスの数はDNSクエリ応答が一定以上にならないようにするために制限されていた。この限界により、ネームサーバ（DNSルートサーバ）の設置数は2009年現在13クラスタとなっている。これによって世界中のインターネット全体の要求に対応している。

## ドメインネームサービスの初期化
グローバルDNSルートゾーンへのクエリに応答するために、正式な13のルートサーバクラスタが存在している。ルートサーバは、各トップレベルドメインの正式なDNSサーバのアドレスのリストを保持している。全てのドメイン名の検索は、ルートサーバにアカウントすることから始まるか、ルートサーバからかつて得た情報を使うことによってなされる。
ルートサーバはa.root-servers.netからm.root-servers.netの正式名称を持っている。この名称は、DNSサーバのリファレンス実装であるBINDネームサーバではnamed.cacheというファイルとして含まれており、最新バージョンは、ICANNのInterNICウェブサイトで配布されている。
一回、1つの機能しているルートサーバのアドレスが分かると、全ての他のDNS情報は再帰的に見つけることができ、全てのドメイン名のアドレスを探し出すことができる。

## 冗長性と多様性
ルートDNSサーバは、インターネットに必須の機能であり、World Wide Webや電子メールといったインターネットサービスにドメイン名を基礎にしている。DNSサーバに障害が発生するとインターネット全体が停止する可能性がある。このため、複数のルートサーバが世界中に存在している。ルートサーバの数はDNSの応答のために13に制限されている。DNSでは512バイトのパケットに限定しているのである。プロトコル拡張 (EDNS) はこの制限をなくそうと設計された。このサイズのパケットに、「ラベル圧縮」を使うことによって、より多くのエントリをおさめることができるが、13という数字は信頼できる限度として選定された。次世代のIPアドレス構造であるIPv6の導入によって、これまでの習慣は変更され、IPv6ネームサーバによって新しく生じた空間は埋められることとなる。
ルートネームサーバは、トラフィックの負荷に対応できる高速で広帯域なアクセスの可能な、複数の安全な場所でホストされている。最初、全てのルートサーバはアメリカ合衆国に設置されていた。しかし、設置場所は分散され、これはすでに問題ではなくなった。通常、それぞれの場所に設置されているDNSサーバは、物理的にはロードバランスルータによってマシンのクラスタになっている。
ルートサーバの完全な一覧や場所、特性はhttps://root-servers.org/で見ることができる。
最近の傾向としてエニーキャストアドレシングとルーティングを使い、耐障害性と負荷分散を世界中に提供している。例えば、j.root-servers.netルートサーバはベリサインによって維持されているが、このルートサーバは41基 (2008年7月現在) のサーバを世界中に設置することで動いている。これへのクエリはエニーキャストアドレシングによって処理されている。